# Scarabaeus pabulator
Scarabaeus pabulator är en skalbaggsart som beskrevs av Louis Albert Péringuey 1908. Scarabaeus pabulator ingår i släktet Scarabaeus och familjen bladhorningar. Inga underarter finns listade i Catalogue of Life.